# Enrique Bostelmann
Enrique Bostelmann (Guadalajara, 22 de marzo de 1939 - México, 3 de diciembre de 2003) fue un fotógrafo mexicano.
Destacó por su trabajo artístico relacionado con problemas sociales, aunque también fue conocido por emplear en su obra objetos y conceptos de otras disciplinas artísticas como la escultura. Trabajó comercialmente en los ámbitos de la publicidad, los documentales y las reproducciones fotográficas de obras de arte. Sin embargo, fue más conocido por sus proyectos experimentales con diversos materiales, estilos y técnicas, que fueron exhibidos en México, Estados Unidos, otros países americanos y en Europa, desde la década de los 60 hasta su muerte en 2003. Su trabajo artístico se divide básicamente en dos tipos: el primero trata sobre los temas sociales y el segundo es más conceptual y ecléctico, utilizando objetos comunes de otras disciplinas creativas para crear imágenes fotográficas. A pesar de que no ganó ningún premio importante por su trabajo, fue seleccionado como juez para diversos concursos y fue incluido como miembro del Salón de la Plástica Mexicana.

## Vida
Enrique nació en Guadalajara en marzo de 1939, y fue apodado "el Sol" debido a su altura, su complexión fornida, su tez pálida y su pelo rubio, rasgos de su herencia alemana. Sufría de nistagmo, un movimiento involuntario constante de los ojos, aunque eso no interfirió en su habilidad fotográfica. 
En 1957 recibió una beca para estudiar fotografía durante tres años en la Photographie Piel Bayerische Staatslehranstalt en Múnich, y posteriormente comenzó su carrera como artista. En esta carrera estudió publicidad, fotografía documental y trabajo personal artístico, por el que hizo extensos viajes a México, América Latina y Europa, donde que fotografió escenas y objetos.
Se casó con Yeyete Bostelmann, con la que tuvo dos hijos, Saskia y Alexis. Bostelmann murió el 3 de diciembre de 2003 a los 64 años de edad, debido a un paro cardíaco que sufrió cuando se dirigía a una reunión fotográfica en el barrio de Polanco en la Ciudad de México. Su viuda lo describió como un hombre "muy honesto, trabajador constante, un luchador."

## Carrera
Bostelmann comenzó su carrera como fotógrafo en 1961, la cual duró 4 décadas hasta su muerte. Hizo publicidad, documentales y trabajo artístico, sin hacer una gran distinción entre publicidad y documental. Tomó fotos industriales, de negocios, escenas rurales, de moda, comida y escenas sociales. También fue considerado un especialista en la reproducción fotográfica de arte.
Bostelmann se dedicaba a su trabajo artístico mayormente por satisfacción personal, sin ponerle importancia a las ventas que se podrían generar. Sin embargo, sus obras fueron expuestas en más de cincuenta exhibiciones.
Su primera presentación individual fue en la Exposición Club Fotográfica de México en 1961, mientras que su última exhibición, Estática Fugaz del Tiempo, se realizó en 2007 y se llevó a cabo en la Galería del Aeropuerto Internacional de la Ciudad de México. Sus exhibiciones individuales fueron presentadas en diferentes partes de México, así como en Norte América, Europa y Sudamérica. Sus presentaciones más destacadas fueron Due Mondi en Roma (1969); Paisaje del Hombre en el Museo de Arte Moderno (1973); La Piel de Aguas en México, Venezuela, Ecuador, Perú, Panamá (1974-1975); la Exposición Integración Visual en varias ciudades de Venezuela (1977); la Exposición Comunicación Visual en la UAM-Xochimilco (1976); Muestras Fotográficas en el World Trade Center Nueva York (1977); Suicidio y Muerte Natural en el World Trade Center Nueva York (1977); Fotomorfosis en la Ciudad de México, Brasilia, Buenos Aires, Caracas, Maracaibo y Bogotá (1977-1979); Estructura y Biografía de un Objeto en la Ciudad de México (1978-1979); Quince Murales, en Knoxville (1982); Juan de la Mancha en la Ciudad de México (1986); La Vida Todos los Días en la Ciudad de México (1987); Espacios Habitados en el Polyforum Cultural Siqueiros (1994); una retrospectiva exhibida en varias ciudades de Europa como Berlín, Bonn, Budapest, Prague y Łódź, Polonia (1993-1994); Los Entusiasmos de la Belleza en el Centro Cultural Tijuana (1996); una retrospectiva en el Instituto de Arte de Dallas, Fort Lauderdale y Houston (1997); Secuencias y Consecuencias en varias partes de México (1997- 1998); Memoria del Tiempo en Querétaro (1999); Memorias de Historia en Washington, Nueva York y Montreal (2004-2006); y Tiempo Recuperado y Estática Fugaz del Tiempo en diversas partes de México (2001-2007). Bostelmann participó en cuarenta exhibiciones colectivas de 1958 a 2002, todas en México. Tras su muerte, ha habido diversas exhibiciones de su trabajo, incluyendo Enrique Bostelmann: Imagen, Espacio Inagotable en el Museo de Arte Moderno en 2013.
Existen algunos libros publicados sobre su vida y trabajo, entre otros: América: Un Viaje a Través de la Injusticia (1970, 1984), con un prólogo escrito por Carlos Fuentes; El Paisaje de México (1974); Estructura y Biografía de un Objeto (1980); Juan de la Mancha (1982); Los Murales de Bellas Artes (1996); Los Murales de Tamayo (1997); Los Murales del Palacio Nacional (1997); Los Murales de Siqueiros (1998); La Cueva de Huites: Una Pintura Rupestra al Norte de Sinaloa de Federico Silva(1998); Sebastián: El Lenguaje del Universo (1999); Alameda:Visión Histórica y Estética de la Alameda de la Cd. De México (2000); y No Anunciar: Narrativa Fotografía (2003). También apareció en algunas ediciones publicadas en el extranjero, como Fotógrafos Contemporáneos (Londres, 1981), Historia Mundial de la Fotografía (Nueva York, 1985) y el Photobook: Una Historia, Vol. 1 (Londres, 2004).
El hecho de que no recibiera premios importantes por su trabajo como artista se debe principalmente a que durante su vida, este tipo de premios no existían en México. A pesar de esto, su trabajo fue reconocido de otras maneras. Bostelmann participó siendo juez y conferenciante en eventos como la Bienal de Artes Gráficas y la Bienal de Fotografía (ambos del Instituto Nacional de Bellas Artes), en el Premio Kinsa de Rochester, Premio Geomundo (Ciudad de México), Premio Casa de las Américas (La Habana). Fue el vicepresidente del Consejo Mexicano de Fotografía de 1983 a 1986. Junto con Manuel Álvarez Bravo y Graciela Iturbide, fue aceptado como miembro del Salón de la Plástica Mexicana.
Se pueden encontrar sus obras en instituciones como la Biblioteca Nacional de Francia, el Museo de Bellas Artes de Caracas, el Museo de Arte Contemporáneo de Houston, el Museo de Albuquerque, la Universidad de Arizona, el Centro de Arte Contemporáneo de la Ciudad de México, el Museo de Arte Moderno y los Archivos Fotográficos Nacionales de la Ciudad de México y Pachuca. También pueden encontrarse en colecciones privadas en Estados Unidos, Tokio y Sudamérica.
Enseñó fotografía en el Instituto Paúl Coremans de la Ciudad de México. Su carrera profesional resultó en más de 200 000 negativos y aproximadamente 5 000 impresiones. Una parte de sus obras fueron donadas al Centro de Imagen en México, aunque la mayoría de ellas pertenecen a su familia, que guarda las obras en una casa de la familia en San Ángel (Ciudad de México); ésta carece de facilidades de conservación profesional. Gran parte de su obra está constituida por imágenes del México rural de los años 1950s a 1970s. Todo el dinero recaudado de las fotografías es usado en materiales y equipo para preservar la colección.

## Habilidades artísticas
Bostelmann es considerado uno de los fotógrafos mexicanos más importantes de la segunda mitad del siglo XX. Junto con Mariana Yampolsky y Manuel Álvarez Bravo, cuyo trabajo es frecuentemente comparado con el suyo, se hace llamar a sí mismo un "buscador de luz". Él creía que la fotografía cambiaba la manera en que el hombre se ve a sí mismo y cómo se relaciona con el resto del mundo, dado que la fotografía es ahora parte tanto de rutinas como de grandes eventos de la vida. Su trabajo más apasionado implicaba estudiar algo en profundidad, generalmente sobre un tema concreto, como una calle, un barrio, un espacio religioso o un centro comercial. Experimentó tanto con la fotografía en blanco y negro como en color, así como con diferentes técnicas de impresión, aunque sus más conocidas innovaciones estén relacionadas con el objeto de estudio, además de sus colaboraciones con diversas personalidades creativas como escritores, pintores y escultores. Su fotografía evitaba trasfondos ideológicos, y su obra realizada en su natal México, era poco sentimental, folklórica o exótica, aun cuando durante los 50 y 60 se dedicó a fotografiar las áreas rurales del país.
Una parte significativa de su trabajo, especialmente su obra temprana, está relacionada con problemas sociales y antropología, como parte de una generación de fotógrafos jóvenes y rebeldes como Pedro Meyer, José Luis Neira y Lázaro Blanco. Muchas de sus primeras obras vienen de los años 60 en adelante, donde viajó extensamente por Latinoamérica, incluyendo México, fotografiando a gente común. Gran parte de su trabajo formó parte de una serie llamada Paisaje del hombre, y de un libro llamado América, un viaje a través de la justicia, publicado en 1970. La primera es una serie de diversas imágenes, tanto de paisajes alterados por la actividad humana, como del cuerpo humano usado como un paisaje. Muchas de estas fotografías incluyen imágenes que fueron inusuales y abstractas. El libro explora problemas sociales de México y otros países de Latinoamérica. Posteriormente, su trabajo social se enfocó en retratar el Muro fronterizo Estados Unidos-México en Tijuana.
Su obra fue influenciada por el movimiento conceptual de los 70. Comenzó a trabajar junto a otros creadores en diversos campos, como la escultura, pintura, escritura y arquitectura. Para esto, críticos de arte como Raquel Tibol y el Museo de Arte Moderno juzgaron su trabajo como algo que "trascendía" el límite del medio. Experimentó con el uso de instalaciones y elementos artísticos, reuniendo y creando objetos con el propósito de la fotografía, más que de su propia existencia. El despliegue de la imagen reúne materiales industriales y publicidad para crear imágenes. La ola es agua y también escultura es una serie de imágenes que exploran la posibilidad que tiene la fotografía de ser enlazada con otras artes. Su nombre fue tomado del elogio de Mathias Goeritz. Su trabajo más conocido de este tiempo fue en colaboración con el escultor Enrique Carbajal usando objetos ordinarios como una cafetera, combinando los conceptos esenciales de la fotografía y la escultura. El objeto era convertido a diferentes estados como líquido, congelado, aplanado, para ser colocado como si estuviera charlando con otro objeto. Muchas de sus fotografías son retratos de objetos, influenciadas por la fotografía de los 20 y su relación con Mathias Goeritz y Enrique Carbajal. Retrató artículos inusuales como un rollo de alambre de púas, una manguera colgante, un tendedero, un neumático gastado, antenas de televisión y tanques de almacenamiento de agua. Algunos de estos estudios de objetos eran parte de retratos de gente notable como Chucho Reyes y Juan O'Gorman. Algunos incluso reemplazaban a la persona como en el caso de Manuel Felguérez y su tubo rodeado por cerillos encendidos, los tubos de pintura vacíos de Arnold Belkin, e incluso la vieja máquina de escribir de Salvador Novo, regalado a Emilio Carballido. Estos retratos evitan sentimentalismos, pero aun así son emotivos.
Otros trabajos experimentaron con la tercera dimensión y otros efectos. Una de estas obras es Nudo en la garganta, una imagen de varias carreteras congestionadas torcidas. Otras fotografías abarcaban, por ejemplo, una vieja cabaña cayéndose, en las cuales sus ventanas parecían tocarse. Sucedió en el metro es un estampado de imágenes para crear un comentario sobre el Metro de la Ciudad de México.